# Лосіха (Первомайський район)
Лосі́ха (рос. Лосиха) — селище у складі Первомайського району Алтайського краю, Росія. Входить до складу Баюновоключівської сільської ради.

## Населення
Населення — 51 особа (2010; 71 у 2002).
Національний склад (станом на 2002 рік):
- росіяни — 89 %